# Вальверде, Эрнесто
Эрнесто Вальверде Техедор (исп. Ernesto Valverde Tejedor; род. 9 февраля 1964, Виандар-де-ла-Вера, Эстремадура) — испанский футболист и футбольный тренер. Выступал на позиции нападающего. С 30 июня 2022 года главный тренер «Атлетик Бильбао».

## Карьера

### Игровая
Начинал свою футбольную карьеру Эрнесто в «Алавесе». Довольно широкую известность приобрёл выступая за «Эспаньол» и «Атлетик» из Бильбао. Провёл 2 сезона в «Барселоне», с которой выиграл Кубок Испании и Кубок кубков. В 1997 году, будучи футболистом «Мальорки», Вальверде решил закончить карьеру футболиста и начать тренерскую практику.

### Тренерская
В 1997 году новоиспечённый тренер приступил к тренировкам молодёжной команды «Атлетика» из Бильбао, чуть позже перешёл в тренерский штаб основной команды, где сумел добиться с командой пятого места. С 2006 года тренировал «Эспаньол». Наилучшее достижение с этим клубом — выход в финал Кубка УЕФА, в котором потерпел поражение от «Севильи» в серии пенальти.
В 2008 году Эрнесто переехал в Грецию, где приступил к работе с местным «Олимпиакосом». Считается, что Вальверде стал самым высокооплачиваемым тренером в греческом футболе. С 2009 года являлся главным тренером клуба «Вильярреал», выступающего в испанской примере. Уволен с поста главного тренера «Вильярреала» 31 января 2010 года. В конце 2012 года подписал краткосрочный контракт с «Валенсией», с которой едва не пробился в Лигу чемпионов, заняв 5 место.
Вернувшись в 2013 году в «Атлетик» из Бильбао, где начинал свою тренерскую карьеру, смог обеспечить команде место в четвёрке и, спустя 16 лет, участие в Лиге чемпионов на следующий сезон. В последний раз «Атлетик» участвовал в Лиге чемпионов в сезоне 1998/99.
В 2015 году команда из Бильбао выиграла первый трофей за более чем 30-летний период, завоевав Суперкубок Испании.
29 мая 2017 года был назначен главным тренером «Барселоны», подписав с командой двухлетний контракт. Под его руководством каталонцы дважды побеждали в чемпионате Испании, но неудачно выступали в Лиге чемпионов. В феврале 2019 года его контракт был продлён по схеме «1+1» до 2021 года, однако в январе 2020 года специалист был уволен с поста тренера после поражения команды в полуфинале Суперкубка Испании против мадридского «Атлетико».
30 июня 2022 года, спустя два года без тренерской работы, вернулся в Бильбао и стал новым тренером «Атлетик Бильбао».

## Тренерская статистика
| Команда         | Начало работы  | Окончание работы | Результаты | Результаты | Результаты | Результаты | Результаты |
| Команда         | Начало работы  | Окончание работы | И          | В          | Н          | П          | В %        |
| --------------- | -------------- | ---------------- | ---------- | ---------- | ---------- | ---------- | ---------- |
| Атлетик Бильбао | 1 июля 2003    | 21 июня 2005     | 91         | 37         | 22         | 32         | 040,66     |
| Эспаньол        | 26 мая 2006    | 26 мая 2008      | 99         | 37         | 28         | 34         | 037,37     |
| Олимпиакос      | 11 июня 2008   | 25 мая 2009      | 47         | 32         | 6          | 9          | 068,09     |
| Вильярреал      | 2 июня 2009    | 31 января 2010   | 32         | 13         | 7          | 12         | 040,63     |
| Олимпиакос      | 8 августа 2010 | 30 июня 2012     | 80         | 60         | 7          | 13         | 075,00     |
| Валенсия        | 3 декабря 2012 | 20 июня 2013     | 30         | 16         | 7          | 7          | 053,33     |
| Атлетик Бильбао | 1 июля 2013    | 30 июня 2017     | 213        | 101        | 46         | 66         | 047,42     |
| Барселона       | 1 июля 2017    | 13 января 2020   | 145        | 97         | 32         | 16         | 066,90     |
| Атлетик Бильбао | 30 июня 2022   | н. в.            | 146        | 73         | 37         | 36         | 050,00     |
| Всего           | Всего          | Всего            | 883        | 466        | 192        | 225        | 052,77     |

## Достижения

### Как игрока
«Барселона»
- Обладатель Кубка обладателей кубков: 1988/89
- Обладатель Кубка Испании: 1989/90

### Как тренера
«Олимпиакос»
- Чемпион Греции (3): 2008/09, 2010/11, 2011/12
- Обладатель Кубка Греции (2): 2008/09, 2011/12

«Атлетик Бильбао»
- Обладатель Кубка Испании: 2023/24
- Обладатель Суперкубка Испании: 2015

«Барселона»
- Чемпион Испании (2): 2017/18, 2018/19
- Обладатель Кубка Испании: 2017/18
- Обладатель Суперкубка Испании: 2018